# 紫花冷蒿
紫花冷蒿（学名：Artemisia frigida var. atropurpurea）是菊科蒿属冷蒿的变种。分布在中国大陆的甘肃、宁夏、青海、新疆等地，生长于海拔2,000米至2,600米的地区，多生于山坡，目前尚未由人工引种栽培。

## 异名
- Artemisia frigida Willd. var. atropurpurea Pamp.